# South Jordan
South Jordan és una població dels Estats Units a l'estat de Utah. Segons el cens del 2008 tenia 51.131 habitants.

## Demografia
Segons el cens del 2000, South Jordan tenia 29.437 habitants, 7.507 habitatges, i 6.771 famílies. La densitat de població era de 544,6 habitants per km².
Dels 7.507 habitatges en un 58,7% hi vivien nens de menys de 18 anys, en un 83,3% hi vivien parelles casades, en un 5% dones solteres, i en un 9,8% no eren unitats familiars. En el 7,9% dels habitatges hi vivien persones soles el 3,4% de les quals corresponia a persones de 65 anys o més que vivien soles. El nombre mitjà de persones vivint en cada habitatge era de 3,92 i el nombre mitjà de persones que vivien en cada família era de 4,16.
Per edats la població es repartia de la següent manera: un 39,2% tenia menys de 18 anys, un 10,5% entre 18 i 24, un 27,1% entre 25 i 44, un 18,5% de 45 a 60 i un 4,7% 65 anys o més. L'edat mediana era de 25 anys. Per cada 100 dones de 18 o més anys hi havia 98,2 homes.
La renda mediana per habitatge era de 75.433 $ i la renda mediana per família de 76.809 $. Els homes tenien una renda mediana de 52.165 $ mentre que les dones 30.260 $. La renda per capita de la població era de 20.938 $. Entorn del 0,9% de les famílies i l'1,7% de la població estaven per davall del llindar de pobresa.

## Poblacions més properes
El següent diagrama mostra les poblacions més properes.